# Симптом серпа
Симптом серпа (симптом полумесяца) — радиологический признак некоторых заболеваний, выявляемый при рентгенографии и компьютерной томографии. Представляет собой серповидный участок просветления, являющийся отражением скопления газа вокруг органа или патологического образования.
Серповидный участок просветления по периферии фокуса уплотнения лёгочной ткани является классическим симптомом аспергиллёза лёгких на поздней стадии его развития, отражает формирование некроза в очаге грибкового поражения.
Симптом серпа, выявляемый между правым куполом диафрагмы и печенью при исследовании органов брюшной полости — признак перфорации полого органа брюшной полости (желудка или кишки), связан с поступлением газа в брюшную полость.